# 제10회 서울 국제 만화 애니메이션 페스티벌
제10회 서울 국제 만화 애니메이션 페스티벌은 2006년 5월 24일에 열린 시상식이다.

## 수상 및 후보

### 장편 - 그랑프리
- 니타보 - 니시자와 아키오 수상

### 장편 - 심사위원 특별상
- 이민자들 - 가버 추포 수상

### 일반단편 - 그랑프리
- 해피 엔딩으로 끝나는 슬픈 이야기 - 레지나 페소아 수상

### 일반단편 - 우수상
- 익튀스 - 마렉 스트로베키 수상

### 일반단편 - 심사위원 특별상
- 굿바이 미스터 추 - 스테파니 랑사크 수상

### 일반단편 - 관객상
- 화가 곰 삼형제 - 리호 운트 수상

### 학생단편 - 그랑프리
- 일렉트루스 - 플로리스 카이크 수상

### 학생단편 - 우수상
- 클릭클랙 - 오렐리 프레쉬노 외 수상

### 학생단편 - 심사위원 특별상
- 신카시코키모노 - 하야카와 타카히로 수상

### TV & 커미션드 - 심사위원 특별상
- 꼬마돼지 피글리의 모험 - 존 오버 수상
- 코카콜라 '라이벌' - 마크 쿠스타프슨 수상

### 인터넷 애니메이션 - 싸이월드 우수상
- 오아시스 - 신태식 수상
- 착한아이 : 유아성추행 이야기 - 모니카 D. 레이 수상

### 인터넷 애니메이션 - 네티즌 초이스
- 샨샨 - 리 이 수상

### 인터넷 애니메이션 - 심사위원 특별상
- 왕박사를 사수하라 - 임종군 수상